# Theodor Tolsdorff
Theodor Tolsdorff (Lehnarten, 3 novembre 1909 – Dortmund, 25 maggio 1978) è stato un generale tedesco durante la seconda guerra mondiale.

## Biografia
Theodor Tolsdorff nacque a Lehnarten il 3 novembre 1909; si unì volontariamente all'Infanterie-Regiment Gumbinnen il 1° ottobre 1934 e lì fu addestrato come sottufficiale. Il 1° ottobre 1935 fu promosso sergente. Dopo l'espansione della Reichswehr nella Wehrmacht, prestò servizio nell'Infanterie-Regiment 22, a partire dal 15 ottobre 1935, il 1° ottobre 1938 fu promosso tenente. Il 1° marzo 1939 fu nominato comandante di compagnia. All'inizio della seconda guerra mondiale, guidò la 14° compagnia (anticarro) del reggimento. Durante la campagna di Polonia ricevette entrambe le classi della Croce di Ferro e fu anche ferito per la prima volta con un proiettile alla spalla. Nel 1940 sposò Eleonore op der Beck e da questa unione sono nati due figli. Dopo la guarigione, guidò la sua compagnia nella campagna di Francia nella primavera del 1940. Guidò la sua compagnia anche durante l'operazione Barbarossa all'inizio dell'estate del 1941 e nel settembre 1941 fu nuovamente ferito. Per i suoi successi durante l'avanzata, fu insignito della Croce di Cavaliere della Croce di Ferro, mentre era ancora in ospedale il 4 dicembre 1941; fu anche promosso capitano il 1° gennaio 1942. Tornò al fronte solo nell'aprile 1942 e dopo poche settimane fu nuovamente ferito fuori Leningrado. Nell'estate del 1942 prese parte alle battaglie sul Volkhov e rimase gravemente ferito alla testa. Il 23 agosto 1942 gli fu conferita la Croce d'oro tedesca. Dopo essere tornato al fronte, fu promosso maggiore il 1° gennaio 1943 e come tale assunse il ruolo di comandante del 1° battaglione del Füsilier-Regiment 22. Ricevette la Croce di Cavaliere della Croce di Ferro con Fronde di Quercia il 15 settembre 1943, per i risultati ottenuti dal suo battaglione nelle battaglie difensive sul Lago Ladoga. Nel novembre 1943, assunse il comando del Füsilier-Regiment 22 e durante i combattimenti per la città di Odessa, combatté nuovamente nelle trincee del fronte e fu colpito allo stomaco, e fu nuovamente mandato in ospedale per molte settimane. Il 1° aprile 1944 fu promosso tenente colonnello e fu trasferito alla Fahnenjunkerschule di Metz per lavorare lì come insegnante, ma dopo tre giorni tornò al fronte per assumere il comando del suo vecchio reggimento. Nell'estate del 1944 difesero la città di Vilna, infatti il 14 luglio 1944 venne menzionato per nome nel Wehrmachtbericht e gli fu anche conferita la Croce di Cavaliere della Croce di Ferro con foglie di quercia e spade il 18 luglio. Fu anche promosso colonnello il 1° agosto 1944 e dal 7 agosto al 2 settembre 1944, fu nominato comandante della 13° divisione a Hirschberg e successivamente gli fu dato il comando della 340. Volksgrenadier-Division, che era schierata sul fronte occidentale; combatté nella zona di Aquisgrana e poi prese parte alla battaglia delle Ardenne. Il 30 gennaio 1945 fu promosso a maggiore generale e riuscì a condurre la sua unità attraverso il Reno in Germania, per questo gli fu conferita la Croce di Cavaliere della Croce di Ferro con Fronde di Quercia, Spade e Diamanti il 18 marzo 1945 ed allo stesso tempo, fu promosso Generalleutnant e assunse la guida del LXXXII. Armeekorps. Alla fine della guerra fu fatto prigioniero di guerra, tuttavia venne liberato nel 1947. In totale, Tolsdorff fu ferito quattordici volte durante la guerra. Per questo portava il distintivo dei feriti in oro. Dopo la guerra, fu portato davanti ad un tribunale per l'uccisione sommaria di un disertore; tuttavia venne assolto perché la sentenza eseguita era conforme alla legge marziale.